# Napoli notte e giorno
Napoli notte e giorno è uno spettacolo teatrale in due tempi del 1967, ideato e diretto da Giuseppe Patroni Griffi su testi di Raffaele Viviani.
Lo spettacolo è composto da due atti unici: "Via Toledo di notte" (Tuledo 'e notte, 1918) e "La musica dei ciechi" (1927).